# 伏明霞
伏明霞(ふく めいか、フー・ミンシャー、Fu Mingxia、1978年8月16日 - )は、中国湖北省武漢出身の女子飛込競技選手。
1992年バルセロナオリンピック10m高飛込みを13歳の最年少で優勝。1996年アトランタオリンピックでは10m高飛込みと3m板飛込みを圧倒的な強さで制し2冠に輝いた。その後学業優先のため競技を休養し1999年に復帰。
2000年シドニーオリンピックでは3m板飛込みで後輩の郭晶晶を抑えて金メダルを獲得し引退した。
2002年香港の財政司司長梁錦松と結婚、現在は3児の母である。